# رون كالوواي
رون كالوواي (بالإنجليزية: Ron Calloway)‏ هو لاعب كرة قاعدة أمريكي، ولد في 4 سبتمبر 1976.

## وصلات خارجية
- رون كالوواي على موقعبيزبول رفرنس.كوم (الدوري الرئيسي) (الإنجليزية)
- رون كالوواي على موقعبيزبول رفرنس.كوم (الدوري الثانوي) (الإنجليزية)